# Manchester City Football Club 2025-2026
Questa voce raccoglie le informazioni riguardanti il Manchester City Football Club nelle competizioni ufficiali della stagione 2025-2026.

## Stagione
Nel 2025-2026 il Manchester City disputa il suo 69º campionato in massima divisione inglese, il 29º contando solo la Premier League (a partire dal 1992-1993), dei quali il 23º consecutivo.
Dopo la deludente stagione precedente, conclusa al terzo posto in campionato e con la sconfitta in finale di FA Cup contro il Crystal Palace, gli Sky Blues ripartono dall'allenatore Pep Guardiola, precedentemente rinnovato fino al 2027, perdendo però una fondamentale colonna del centrocampo come Kevin De Bruyne, accasatosi al Napoli alla scadenza del suo contratto avvenuta in estate.

## Divise e sponsor
|  | Casa | Trasferta | Terza divisa |

## Rosa
Dal sito internet ufficiale della società.
| N. |                        | Ruolo | Calciatore                 |
| -- | ---------------------- | ----- | -------------------------- |
| 1  | Inghilterra (bandiera) | P     | James Trafford             |
| 3  | Portogallo (bandiera)  | D     | Rúben Dias (vice capitano) |
| 4  | Paesi Bassi (bandiera) | C     | Tijjani Reijnders          |
| 5  | Inghilterra (bandiera) | D     | John Stones                |
| 6  | Paesi Bassi (bandiera) | D     | Nathan Aké                 |
| 7  | Egitto (bandiera)      | A     | Omar Marmoush              |
| 8  | Croazia (bandiera)     | C     | Mateo Kovačić              |
| 9  | Norvegia (bandiera)    | A     | Erling Haaland             |
| 10 | Francia (bandiera)     | C     | Rayan Cherki               |
| 11 | Belgio (bandiera)      | A     | Jérémy Doku                |
| 13 | Inghilterra (bandiera) | P     | Marcus Bettinelli          |
| 14 | Spagna (bandiera)      | C     | Nico González              |
| 16 | Spagna (bandiera)      | C     | Rodri                      |
| 18 | Germania (bandiera)    | P     | Stefan Ortega              |
| 19 | Germania (bandiera)    | C     | İlkay Gündoğan             |
| 20 | Portogallo (bandiera)  | C     | Bernardo Silva (capitano)  |
| 21 | Algeria (bandiera)     | D     | Rayan Aït-Nouri            |

| N. |                         | Ruolo | Calciatore          |
| -- | ----------------------- | ----- | ------------------- |
| 24 | Croazia (bandiera)      | D     | Joško Gvardiol      |
| 25 | Svizzera (bandiera)     | D     | Manuel Akanji       |
| 26 | Brasile (bandiera)      | A     | Savinho             |
| 27 | Portogallo (bandiera)   | C     | Matheus Nunes       |
| 30 | Argentina (bandiera)    | C     | Claudio Echeverri   |
| 31 | Brasile (bandiera)      | P     | Ederson             |
| 33 | Inghilterra (bandiera)  | C     | Nico O'Reilly       |
| 44 | Inghilterra (bandiera)  | C     | Kalvin Phillips     |
| 45 | Uzbekistan (bandiera)   | D     | Abdukodir Khusanov  |
| 47 | Inghilterra (bandiera)  | C     | Phil Foden          |
| 52 | Norvegia (bandiera)     | A     | Oscar Bobb          |
| 78 | Burkina Faso (bandiera) | D     | Issa Kaboré         |
| 82 | Inghilterra (bandiera)  | D     | Rico Lewis          |
| 87 | Inghilterra (bandiera)  | C     | James McAtee        |
| 97 | Inghilterra (bandiera)  | D     | Josh Wilson-Esbrand |

## Calciomercato

### Sessione estiva(dal 14/06 al 01/09)
| Acquisti         | Acquisti            | Acquisti     | Acquisti                    |
| R.               | Nome                | da           | Modalità                    |
| ---------------- | ------------------- | ------------ | --------------------------- |
| P                | James Trafford      | Burnley      | definitivo (31,2 milioni €) |
| D                | Kyle Walker         | Milan        | fine prestito               |
| C                | Sverre Nypan        | Rosenborg    | definitivo (15 milioni €)   |
| C                | Máximo Perrone      | Como         | fine prestito               |
| C                | Kalvin Phillips     | Ipswich Town | fine prestito               |
| Altre operazioni |                     |              |                             |
| D                | Juma Bah            | Lens         | fine prestito               |
| D                | Issa Kaboré         | Werder Brema | fine prestito               |
| D                | Josh Wilson-Esbrand | Stoke City   | fine prestito               |

| Cessioni         | Cessioni        | Cessioni          | Cessioni                                      |
| R.               | Nome            | a                 | Modalità                                      |
| ---------------- | --------------- | ----------------- | --------------------------------------------- |
| P                | Scott Carson    |                   | svincolato                                    |
| D                | Yan Couto       | Borussia Dortmund | obbligo di riscatto esercitato (20 milioni €) |
| C                | Sverre Nypan    | Middlesbrough     | prestito                                      |
| D                | Vitor Reis      | Girona            | prestito                                      |
| D                | Kyle Walker     | Burnley           | definitivo (5,8 milioni €)                    |
| C                | Kevin De Bruyne |                   | svincolato                                    |
| C                | Máximo Perrone  | Como              | definitivo (13 milioni €)                     |
| A                | Jack Grealish   | Everton           | prestito                                      |
| C                | James McAtee    | Nottingham Forest | definitivo (25,5 milioni €)                   |
| Altre operazioni |                 |                   |                                               |
| D                | Juma Bah        | Nizza             | prestito                                      |

### Sessione invernale(dal 01/01/26 al 03/02/26)
| Acquisti         | Acquisti         | Acquisti         | Acquisti         |
| R.               | Nome             | da               | Modalità         |
| Altre operazioni | Altre operazioni | Altre operazioni | Altre operazioni |
| ---------------- | ---------------- | ---------------- | ---------------- |

| Cessioni         | Cessioni         | Cessioni         | Cessioni         |
| R.               | Nome             | a                | Modalità         |
| Altre operazioni | Altre operazioni | Altre operazioni | Altre operazioni |
| ---------------- | ---------------- | ---------------- | ---------------- |

## Risultati

### Premier League

#### Girone di andata
| Arbitro: | Gillett |

|  |           |                                           |
|  | Marcatori | 34’, 61’ Haaland 37’ Reijnders 81’ Cherki |

| Manchester 23 agosto 2025 2ª giornata | Manchester City | – referto | Tottenham | Etihad Stadium |

| Brighton 30 agosto 2025 3ª giornata | Brighton | – referto | Manchester City | American Express Stadium |

| Manchester 13 settembre 2025 4ª giornata | Manchester City | – referto | Manchester Utd | Etihad Stadium |

| Londra 20 settembre 2025 5ª giornata | Arsenal | – referto | Manchester City | Emirates Stadium |

| Manchester 27 settembre 2025 6ª giornata | Manchester City | – referto | Burnley | Etihad Stadium |

| Brentford 4 ottobre 2025 7ª giornata | Brentford | – referto | Manchester City | Gtech Community Stadium |

| Manchester 18 ottobre 2025 8ª giornata | Manchester City | – referto | Everton | Etihad Stadium |

| Birmingham 25 ottobre 2025 9ª giornata | Aston Villa | – referto | Manchester City | Villa Park |

| Manchester 1º novembre 2025 10ª giornata | Manchester City | – referto | Bournemouth | Etihad Stadium |

| Manchester 8 novembre 2025 11ª giornata | Manchester City | – referto | Liverpool | Etihad Stadium |

| Newcastle upon Tyne 22 novembre 2025 12ª giornata | Newcastle Utd | – referto | Manchester City | St James' Park |

| Manchester 29 novembre 2025 13ª giornata | Manchester City | – referto | Leeds Utd | Etihad Stadium |

| Londra 3 dicembre 2025 14ª giornata | Fulham | – referto | Manchester City | Craven Cottage |

| Manchester 6 dicembre 2025 15ª giornata | Manchester City | – referto | Sunderland | Etihad Stadium |

| Londra 13 dicembre 2025 16ª giornata | Crystal Palace | – referto | Manchester City | Selhurst Park |

| Manchester 20 dicembre 2025 17ª giornata | Manchester City | – referto | West Ham Utd | Etihad Stadium |

| Nottingham 27 dicembre 2025 18ª giornata | Nottingham Forest | – referto | Manchester City | City Ground |

| Manchester 3 gennaio 2026 20ª giornata | Manchester City | – referto | Chelsea | Etihad Stadium |

#### Girone di ritorno
| Sunderland 30 dicembre 2025 19ª giornata | Sunderland | – referto | Manchester City | Stadium of Light |

| Manchester 7 gennaio 2026 21ª giornata | Manchester City | – referto | Brighton | Etihad Stadium |

| Manchester 17 gennaio 2026 22ª giornata | Manchester Utd | – referto | Manchester City | Old Trafford |

| Manchester 24 gennaio 2026 23ª giornata | Manchester City | – referto | Wolverhampton | Etihad Stadium |

| Londra 31 gennaio 2026 24ª giornata | Tottenham | – referto | Manchester City | Tottenham Hotspur Stadium |

| Liverpool 7 febbraio 2026 25ª giornata | Liverpool | – referto | Manchester City | Anfield |

| Manchester 11 febbraio 2026 26ª giornata | Manchester City | – referto | Fulham | Etihad Stadium |

| Manchester 21 febbraio 2026 27ª giornata | Manchester City | – referto | Newcastle Utd | Etihad Stadium |

| Leeds 28 febbraio 2026 28ª giornata | Leeds Utd | – referto | Manchester City | Elland Road |

| Manchester 4 marzo 2026 29ª giornata | Manchester City | – referto | Nottingham Forest | Etihad Stadium |

| Londra 14 marzo 2026 30ª giornata | West Ham Utd | – referto | Manchester City | London Stadium |

| Manchester 21 marzo 2026 31ª giornata | Manchester City | – referto | Crystal Palace | Etihad Stadium |

| Londra 11 aprile 2026 32ª giornata | Chelsea | – referto | Manchester City | Stamford Bridge |

| Manchester 18 aprile 2026 33ª giornata | Manchester City | – referto | Arsenal | Etihad Stadium |

| Burnley 25 aprile 2026 34ª giornata | Burnley | – referto | Manchester City | Turf Moor |

| Liverpool 2 maggio 2026 35ª giornata | Everton | – referto | Manchester City | Hill Dickinson Stadium |

| Manchester 9 maggio 2026 36ª giornata | Manchester City | – referto | Brentford | Etihad Stadium |

| Bournemouth 17 maggio 2026 37ª giornata | Bournemouth | – referto | Manchester City | Vitality Stadium |

| Manchester 24 maggio 2026 38ª giornata | Manchester City | – referto | Aston Villa | Etihad Stadium |

### FA Cup

#### Fase finale
| Manchester 10 gennaio 2026 Terzo turno | Manchester City | – | sconosciuta | Etihad Stadium |

### Carabao Cup
| Manchester settembre 2025 Terzo turno | Manchester City | – | sconosciuta | Etihad Stadium |

### Champions League

#### Fase campionato
| 1ª giornata |  | – |  |  |

| 2ª giornata |  | – |  |  |

| 3ª giornata |  | – |  |  |

| 4ª giornata |  | – |  |  |

| 5ª giornata |  | – |  |  |

| 6ª giornata |  | – |  |  |

| 7ª giornata |  | – |  |  |

| 8ª giornata |  | – |  |  |

## Statistiche

### Statistiche di squadra
| Competizione     | Punti | In casa | In casa | In casa | In casa | In casa | In casa | In trasferta | In trasferta | In trasferta | In trasferta | In trasferta | In trasferta | Totale | Totale | Totale | Totale | Totale | Totale | DR |
| Competizione     | Punti | G       | V       | N       | P       | Gf      | Gs      | G            | V            | N            | P            | Gf           | Gs           | G      | V      | N      | P      | Gf     | Gs     | DR |
| ---------------- | ----- | ------- | ------- | ------- | ------- | ------- | ------- | ------------ | ------------ | ------------ | ------------ | ------------ | ------------ | ------ | ------ | ------ | ------ | ------ | ------ | -- |
| Premier League   | 3     | 0       | 0       | 0       | 0       | 0       | 0       | 1            | 1            | 0            | 0            | 4            | 0            | 1      | 1      | 0      | 0      | 4      | 0      | +4 |
| FA Cup           | -     | 0       | 0       | 0       | 0       | 0       | 0       | 0            | 0            | 0            | 0            | 0            | 0            | 0      | 0      | 0      | 0      | 0      | 0      | 0  |
| Carabao Cup      | -     | 0       | 0       | 0       | 0       | 0       | 0       | 0            | 0            | 0            | 0            | 0            | 0            | 0      | 0      | 0      | 0      | 0      | 0      | 0  |
| Champions League | -     | 0       | 0       | 0       | 0       | 0       | 0       | 0            | 0            | 0            | 0            | 0            | 0            | 0      | 0      | 0      | 0      | 0      | 0      | 0  |
| Totale           | -     | 0       | 0       | 0       | 0       | 0       | 0       | 1            | 1            | 0            | 0            | 4            | 0            | 1      | 1      | 0      | 0      | 4      | 0      | +4 |

### Andamento in campionato
| Giornata  | 1 | 2 | 3 | 4 | 5 | 6 | 7 | 8 | 9 | 10 | 11 | 12 | 13 | 14 | 15 | 16 | 17 | 18 | 19 | 20 | 21 | 22 | 23 | 24 | 25 | 26 | 27 | 28 | 29 | 30 | 31 | 32 | 33 | 34 | 35 | 36 | 37 | 38 |
| --------- | - | - | - | - | - | - | - | - | - | -- | -- | -- | -- | -- | -- | -- | -- | -- | -- | -- | -- | -- | -- | -- | -- | -- | -- | -- | -- | -- | -- | -- | -- | -- | -- | -- | -- | -- |
| Luogo     | T | C | T | C | T | C | T | C | T | C  | C  | T  | C  | T  | C  | T  | C  | T  | T  | C  | C  | T  | C  | T  | T  | C  | C  | T  | C  | T  | C  | T  | C  | T  | T  | C  | T  | C  |
| Risultato | V |   |   |   |   |   |   |   |   |    |    |    |    |    |    |    |    |    |    |    |    |    |    |    |    |    |    |    |    |    |    |    |    |    |    |    |    |    |
| Posizione | 1 |   |   |   |   |   |   |   |   |    |    |    |    |    |    |    |    |    |    |    |    |    |    |    |    |    |    |    |    |    |    |    |    |    |    |    |    |    |

Legenda:

Luogo: C = Casa; T = Trasferta. Risultato: V = Vittoria; N = Pareggio; P = Sconfitta.

### Statistiche dei giocatori
Sono in corsivo i calciatori che hanno lasciato la squadra a stagione in corso.
| Giocatore      | Premier League | Premier League | Premier League | Premier League | FA Cup   | FA Cup | FA Cup      | FA Cup     | Carabao Cup | Carabao Cup | Carabao Cup | Carabao Cup | Champions League | Champions League | Champions League | Champions League | Totale   | Totale | Totale      | Totale     |
| Giocatore      | Presenze       | Reti           | Ammonizioni    | Espulsioni     | Presenze | Reti   | Ammonizioni | Espulsioni | Presenze    | Reti        | Ammonizioni | Espulsioni  | Presenze         | Reti             | Ammonizioni      | Espulsioni       | Presenze | Reti   | Ammonizioni | Espulsioni |
| -------------- | -------------- | -------------- | -------------- | -------------- | -------- | ------ | ----------- | ---------- | ----------- | ----------- | ----------- | ----------- | ---------------- | ---------------- | ---------------- | ---------------- | -------- | ------ | ----------- | ---------- |
| M. Akanji      | 0              | 0              | 0              | 0              | 0        | 0      | 0           | 0          | 0           | 0           | 0           | 0           | 0                | 0                | 0                | 0                | 0        | 0      | 0           | 0          |
| N. Aké         | 0              | 0              | 0              | 0              | 0        | 0      | 0           | 0          | 0           | 0           | 0           | 0           | 0                | 0                | 0                | 0                | 0        | 0      | 0           | 0          |
| R. Aït-Nouri   | 1              | 0              | 0              | 0              | 0        | 0      | 0           | 0          | 0           | 0           | 0           | 0           | 0                | 0                | 0                | 0                | 1        | 0      | 0           | 0          |
| M. Bettinelli  | 0              | -0             | 0              | 0              | 0        | -0     | 0           | 0          | 0           | -0          | 0           | 0           | 0                | -0               | 0                | 0                | 0        | -0     | 0           | 0          |
| K. Braithwaite | 0              | 0              | 0              | 0              | 0        | 0      | 0           | 0          | 0           | 0           | 0           | 0           | 0                | 0                | 0                | 0                | 0        | 0      | 0           | 0          |
| O. Bobb        | 1              | 0              | 0              | 0              | 0        | 0      | 0           | 0          | 0           | 0           | 0           | 0           | 0                | 0                | 0                | 0                | 1        | 0      | 0           | 0          |
| R. Cherki      | 1              | 1              | 0              | 0              | 0        | 0      | 0           | 0          | 0           | 0           | 0           | 0           | 0                | 0                | 0                | 0                | 1        | 1      | 0           | 0          |
| R. Dias        | 1              | 0              | 0              | 0              | 0        | 0      | 0           | 0          | 0           | 0           | 0           | 0           | 0                | 0                | 0                | 0                | 1        | 0      | 0           | 0          |
| J. Doku        | 1              | 0              | 0              | 0              | 0        | 0      | 0           | 0          | 0           | 0           | 0           | 0           | 0                | 0                | 0                | 0                | 1        | 0      | 0           | 0          |
| C. Echeverri   | 0              | 0              | 0              | 0              | 0        | 0      | 0           | 0          | 0           | 0           | 0           | 0           | 0                | 0                | 0                | 0                | 0        | 0      | 0           | 0          |
| Ederson        | 0              | -0             | 0              | 0              | 0        | -0     | 0           | 0          | 0           | -0          | 0           | 0           | 0                | -0               | 0                | 0                | 0        | -0     | 0           | 0          |
| P. Foden       | 0              | 0              | 0              | 0              | 0        | 0      | 0           | 0          | 0           | 0           | 0           | 0           | 0                | 0                | 0                | 0                | 0        | 0      | 0           | 0          |
| N. González    | 1              | 0              | 0              | 0              | 0        | 0      | 0           | 0          | 0           | 0           | 0           | 0           | 0                | 0                | 0                | 0                | 1        | 0      | 0           | 0          |
| İ. Gündoğan    | 0              | 0              | 0              | 0              | 0        | 0      | 0           | 0          | 0           | 0           | 0           | 0           | 0                | 0                | 0                | 0                | 0        | 0      | 0           | 0          |
| J. Gvardiol    | 0              | 0              | 0              | 0              | 0        | 0      | 0           | 0          | 0           | 0           | 0           | 0           | 0                | 0                | 0                | 0                | 0        | 0      | 0           | 0          |
| E. Haaland     | 1              | 2              | 0              | 0              | 0        | 0      | 0           | 0          | 0           | 0           | 0           | 0           | 0                | 0                | 0                | 0                | 1        | 2      | 0           | 0          |
| I. Kaboré      | 0              | 0              | 0              | 0              | 0        | 0      | 0           | 0          | 0           | 0           | 0           | 0           | 0                | 0                | 0                | 0                | 0        | 0      | 0           | 0          |
| M. Kovačić     | 0              | 0              | 0              | 0              | 0        | 0      | 0           | 0          | 0           | 0           | 0           | 0           | 0                | 0                | 0                | 0                | 0        | 0      | 0           | 0          |
| A. Khusanov    | 1              | 0              | 0              | 0              | 0        | 0      | 0           | 0          | 0           | 0           | 0           | 0           | 0                | 0                | 0                | 0                | 1        | 0      | 0           | 0          |
| R. Lewis       | 1              | 0              | 0              | 0              | 0        | 0      | 0           | 0          | 0           | 0           | 0           | 0           | 0                | 0                | 0                | 0                | 1        | 0      | 0           | 0          |
| O. Marmoush    | 1              | 0              | 0              | 0              | 0        | 0      | 0           | 0          | 0           | 0           | 0           | 0           | 0                | 0                | 0                | 0                | 1        | 0      | 0           | 0          |
| D. Mubama      | 0              | 0              | 0              | 0              | 0        | 0      | 0           | 0          | 0           | 0           | 0           | 0           | 0                | 0                | 0                | 0                | 0        | 0      | 0           | 0          |
| J. McAtee      | 0              | 0              | 0              | 0              | 0        | 0      | 0           | 0          | 0           | 0           | 0           | 0           | 0                | 0                | 0                | 0                | 0        | 0      | 0           | 0          |
| M. Nunes       | 1              | 0              | 0              | 0              | 0        | 0      | 0           | 0          | 0           | 0           | 0           | 0           | 0                | 0                | 0                | 0                | 1        | 0      | 0           | 0          |
| N. O'Reilly    | 1              | 0              | 1              | 0              | 0        | 0      | 0           | 0          | 0           | 0           | 0           | 0           | 0                | 0                | 0                | 0                | 1        | 0      | 1           | 0          |
| S. Ortega      | 0              | -0             | 0              | 0              | 0        | -0     | 0           | 0          | 0           | -0          | 0           | 0           | 0                | -0               | 0                | 0                | 0        | -0     | 0           | 0          |
| K. Phillips    | 0              | 0              | 0              | 0              | 0        | 0      | 0           | 0          | 0           | 0           | 0           | 0           | 0                | 0                | 0                | 0                | 0        | 0      | 0           | 0          |
| T. Reijnders   | 1              | 0              | 1              | 0              | 0        | 0      | 0           | 0          | 0           | 0           | 0           | 0           | 0                | 0                | 0                | 0                | 1        | 0      | 1           | 0          |
| Rodri          | 0              | 0              | 0              | 0              | 0        | 0      | 0           | 0          | 0           | 0           | 0           | 0           | 0                | 0                | 0                | 0                | 0        | 0      | 0           | 0          |
| Savinho        | 0              | 0              | 0              | 0              | 0        | 0      | 0           | 0          | 0           | 0           | 0           | 0           | 0                | 0                | 0                | 0                | 0        | 0      | 0           | 0          |
| B. Silva       | 1              | 0              | 0              | 0              | 0        | 0      | 0           | 0          | 0           | 0           | 0           | 0           | 0                | 0                | 0                | 0                | 1        | 0      | 0           | 0          |
| J. Stones      | 1              | 0              | 0              | 0              | 0        | 0      | 0           | 0          | 0           | 0           | 0           | 0           | 0                | 0                | 0                | 0                | 1        | 0      | 0           | 0          |
| J. Trafford    | 1              | -0             | 0              | 0              | 0        | -0     | 0           | 0          | 0           | -0          | 0           | 0           | 0                | -0               | 0                | 0                | 1        | -0     | 0           | 0          |
| J. Wright      | 0              | 0              | 0              | 0              | 0        | 0      | 0           | 0          | 0           | 0           | 0           | 0           | 0                | 0                | 0                | 0                | 0        | 0      | 0           | 0          |